# Tsiflikópoulo
Tsiflikópoulo (Tsiflikopoulo) är en ort i Grekland.   Den ligger i prefekturen Nomós Ioannínon och regionen Epirus, i den nordvästra delen av landet, 300 km nordväst om huvudstaden Aten. Tsiflikópoulo ligger 530 meter över havet och antalet invånare är 1 571.
Terrängen runt Tsiflikópoulo är varierad. Runt Tsiflikópoulo är det mycket tätbefolkat, med 1 056 invånare per kvadratkilometer. Närmaste större samhälle är Ioánnina, 1,5 km nordost om Tsiflikópoulo. Trakten runt Tsiflikópoulo består till största delen av jordbruksmark.